# Operation Razzle
Die Operation Razzle waren mehrere Angriffe der Royal Air Force im Zweiten Weltkrieg, bei denen versucht wurde, mit in Massen abgeworfenen Brandplättchen die deutsche Getreideernte zu vernichten und Waldbrände zu erzeugen.
Der Plan wurde im Mai 1940 von Winston Churchills wissenschaftlichem Berater Lord Cherwell ausgearbeitet. Seit September 1939 gab es unter dem Decknamen „Bosom“ ähnliche Pläne zur Entfachung von Waldbränden.
Die als Pellets geformten meist grauen oder schwarzen Brandplättchen waren fünf mal fünf Zentimeter groß, einen Millimeter dick und wogen fünf Gramm. In der Mitte befand sich ein einen Zentimeter großes Loch, das von mit Phosphor durchtränkter Gaze bedeckt wurde, die ein Stück gelben Phosphors enthielt. Der erste Einsatz erfolgte am 11. August 1940 mit 59 Bombern mit je 50 Razzle-Behältern auf Felder und Wälder südöstlich der Ruhr. Es folgten neun weitere Einsätze im September und sechs im Oktober. Nach zwei Memoranden des polnischen Botschafters in Berlin Józef Lipski erfolgten noch im Sommer 1941 und März/April 1941 derartige Angriffe mit verbesserten Brandabwurfmitteln.
Nach einer Tagebuchnotiz von Joseph Goebbels vom 29. Juli 1941 wies Goebbels die Partei an, geeignete Gegenmaßnahmen zu treffen.
Hitler äußerte im Gespräch mit dem ungarischen Gesandten Graf Sztojay am 10. September 1941: 

„wenn er [Churchill] heute kleine Blättchen abwerfen ließe, die sich bei der Sonnenbestrahlung entzündeten, so sei das eine kindische Herausforderung; denn er könne 100000-fach so viele Brandbomben auf England werfen, und die Folgen würden verheerende sein.“

Auf Grund zahlreicher Flugunfälle und daraus resultierender Proteste der Besatzungen stellte man das Angriffsverfahren ein. Ende 1942 bot die Imperial Chemical Industries der britischen Regierung einen chemischen Kampfstoff zur Erntevernichtung an.